# Richard Goldstone

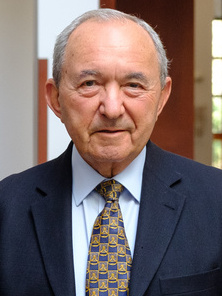
Richard Goldstone (2019)

Richard J. Goldstone (* 26. Oktober 1938) ist ein südafrikanischer Jurist, Völkerrechtler und ehemaliger UN-Chefankläger. Goldstone war als Jurist unter anderem 1991 bis 1994 Vorsitzender der Commission of Inquiry regarding the Prevention of Public Violence and Intimidation, kurz Goldstone-Kommission, und von 1994 bis 2003 Mitglied des Verfassungsgerichts Südafrikas. Er ist außerdem Professor an der New York University School of Law sowie der Fordham University School of Law.

## Leben
Richard Goldstone stammt aus einer jüdischen Familie. Er studierte an der Witwatersrand-Universität und erlangte 1962 den akademischen Grad LL.B. Danach arbeitete er als Anwalt in der Johannesburger Anwaltskammer. 1976 wurde Goldstone Senior Counsel und 1980 Richter des Obersten Gerichts der Provinz Transvaal. Richard Goldstone ist verheiratet und Vater von zwei Kindern.
Seine Ernennung zum Richter löste 1980 eine Kontroverse aus. Die Ernennung des bekannten Apartheidsgegners Goldstone, der trotzdem entlang der Apartheidsgesetze urteilen müsste und somit augenscheinlich nicht viel verändern könnte, wurde von der südafrikanischen Regierung (Nationale Partei) als Werbung für ihre angebliche Offenheit genutzt. Auf Rat anderer apartheidskritischer Anwälte entschloss sich Goldstone, der dies als „moralisches Dilemma“ bezeichnete, trotzdem dazu, das Amt anzunehmen. Entsprechend ambivalent urteilte Goldstone z. B., dass schwarze Frauen nicht ohne Wohnersatz aus ihrer Heimat in weißen Vororten vertrieben werden dürfen, erlaubte entsprechend dem Gesetz andererseits jedoch eine Gefängnisstrafe für einen dreizehnjährigen Schüler wegen Schwänzens der Schule. 1986 war er der erste südafrikanische Richter, der die Freilassung eines im von der Regierung erklärten Ausnahmezustand gefangen genommen politischen Gefangenen erzwang.
Nach dem Goldstone-Bericht (siehe unten) veröffentlichte 2010 die israelische Zeitung Yedioth Ahronoth Artikel, denen zufolge Goldstone als Richter in Südafrika insgesamt 28 Todesurteile verhängt sowie vier Angeklagte zu Peitschenstrafen verurteilt habe, und schrieb, er habe somit nicht das Recht, die israelische Politik zu beurteilen. Goldstone wies dies als Lüge zurück, er habe nur zwei Todesurteile gegen Mörder ausgesprochen, wo das Gesetz diese Bestrafung als zwingend vorschrieb. Als späterer Richter beim Appellationsgericht des Obersten Gerichts mit entsprechender Befugnis hatte er weitere Vollstreckungen von Todesurteilen gestoppt. Er verwies darauf, dass er in Südafrika als Richter nach dem Ende der Apartheid angesehen war und es solche schweren Vorwürfe dort nicht gegeben habe.
1989 wurde er Richter am Appellationsgericht des Obersten Gerichts. Zwischen 1991 und 1994 war Goldstone Vorsitzender der Commission of Inquiry regarding the Prevention of Public Violence and Intimidation, der so genannten „Goldstone-Kommission“. In dieser Funktion gelang es ihm, mehrere Verbrechen südafrikanischer Geheimdienststrukturen aufzudecken. Die wesentlichen Ermittlungen dazu wurden in den Jahren 1992 und 1993 geführt. Der Erfolg dieser Kommission war maßgeblich in der stark legalistischen Arbeitsweise von Goldstone begründet, nach der nur völlig zweifelsfrei bewiesene Tatbestände in seine Berichterstattung aufgenommen wurden. Zunächst gab es Misserfolge, beispielsweise die Ermittlungen zum Massaker von Boipatong (Juni 1992). Als Konsequenz aus diesem Ergebnis forderte er eine eigene Ermittlergruppe, die ihm auch bewilligt wurde. Darunter befanden sich erfahrene Kriminalisten aus dem Ausland, da er der südafrikanischen Polizei immer weniger vertraute. Goldstone gelang am 11. November 1992 eine Razzia in einem angesehenen Vorort von Pretoria, wobei das Hauptquartier einer Sondereinheit des Militärgeheimdienstes ausgehoben wurde, deren Mitglieder sich mit Verleumdungs- und Zersetzungsaktionen (Project Echoes) gegen ANC-Führern befasst hatten. Es sollen wenigstens 48 Offiziere an diesem Geheimprojekt beteiligt gewesen sein, einige von ihnen waren früher im CCB tätig. Diese und weitere Enthüllungen ereigneten sich während eines Staatsbesuchs Willem de Klerks in Großbritannien. Dieser zweifelte die Angaben der Kommission zunächst öffentlich an, ließ sie jedoch nach seiner Rückkehr durch den damaligen Luftwaffen-Stabschef General Pierre Steyn überprüfen, der sie nach höchstens vier Wochen in einem internen Bericht bestätigte. Es kam zu einigen Entlassungen von Offizieren, aber nicht zu Konsequenzen für die Führung des Military Intelligence Service (Militärgeheimdienst).
Eine noch umfassenderen Aufklärungserfolg gelang ihm 1994, als ihm die Aufklärung umfassender Verstrickungen von Mitarbeitern des Militär- und Sicherheitsapparats in eine Destabilisierungskampagne, die die Verhinderung der nun bevorstehenden demokratischen Wahlen und des politischen Wechsels im Lande zum Ziel hatte. Obwohl es dabei nicht zu Verurteilungen kam, wurden reichlich Informationen über bislang geheime Einheiten des Vlakplaas und ihre ab 1990 diffusen Nachfolgestrukturen bekannt. Diese unüberschaubaren Netzwerke gewaltbereiter Sicherheitseinheiten wurden als Third Force (deutsch: „dritte Kraft“) bezeichnet. Dabei kam heraus, dass große Mengen automatischer Waffen und Munition aus dem ehemaligen Buschkrieg im Unabhängigkeitsprozess von Namibia gesammelt und an Inkatha-Kräfte verteilt wurden, damit diese terroristisch gegen politisch konkurrierende ANC-Gruppen in KwaZulu und der Provinz Natal vorgingen. Zeitnah konnte Goldstone ab Dezember 1993 einige Vorgänge aus dem Jahre 1986 über die Ausbildung von 200 Inkatha-Mitgliedern durch den südafrikanischen Militärgeheimdienst zu Sabotage- und Tötungskommandos in einem militärischen Stützpunkt im Caprivizipfel (heute Nordnamibia) aufdecken. Diese erhielten Waffen aus den Lagerbeständen von Vlakplaas und operierten als Todeskommandos am Witwatersrand sowie im Homeland KwaZulu und in Natal.
Goldstone war ebenfalls Vorsitzender der Standing Advisory Committee of Company Law. Zwischen Juli 1994 und Oktober 2003 war Goldstone Mitglied des Verfassungsgerichts Südafrikas.
Vom 15. August 1994 bis September 1996 war er Chefankläger des Internationalen Strafgerichtshofs für das ehemalige Jugoslawien und Ruanda. Zwischen August 1999 und Dezember 2001 war Goldstone Vorsitzender der internationalen, unabhängigen Untersuchungskommission im Kosovo. 1999 wurde er in die American Academy of Arts and Sciences gewählt.
Am 3. April 2009 wurde Richard Goldstone von der UN-Menschenrechtskommission beauftragt, mögliche Menschenrechtsverbrechen während der israelischen Militäroperation Gegossenes Blei im Gazastreifen aufzudecken. Seinen Abschlussbericht dazu, den sogenannten Goldstone-Bericht, veröffentlichte er im September 2009. In ihm werden der israelischen Armee und der Hamas Verstöße gegen das Kriegsvölkerrecht vorgeworfen und diese verurteilt.
In einem Artikel der Washington Post vom 1. April 2011 stellte er aber seinen Bericht teilweise in Frage. Er erklärte, dass sein Bericht anders ausgefallen wäre, wenn er damals schon das gewusst hätte, was er heute wüsste (If I had known then what I know now, the Goldstone Report would have been a different document.). Insbesondere sei der Vorwurf, dass die israelische Armee gezielt Zivilisten in Gaza angegriffen haben, falsch gewesen. Die israelische Seite hätte aber daran Mitschuld, denn man habe ihm nicht die erforderlichen Informationen gegeben. Die drei Mitautoren des Goldstone-Berichts Hina Jilani, Christine Chinkin und Desmond Travers distanzierten sich scharf von der Neubewertung der Vorfälle durch Goldstone. Sie urteilen, dass sich an den Ergebnissen des Berichtes nichts verändert habe, und vermuteten in Goldstones Neubewertung das Ergebnis von politischem Druck.

## Werke
- Richard J. Goldstone (Red.): Final report to the Commission of Inquiry regarding the Prevention of Public Violence and Intimidation by the committee established to inquire into public violence and intimidation at mass demonstrations, marches and picketing. Cape Town [?] 1993[15]
- Prosecuting war criminals. Occasional paper, no. 10; David Davies Memorial Institute of International Studies, London 1996[16]
- For Humanity: Reflections of a War Crimes Investigator. Yale University Press, New Haven, London 2000[17]